# Boletim do Museu Paraense de Historia Natural e Ethnographia
Boletim do Museu Paraense de Historia Natural e Ethnographia (abreviado Bol. Mus. Paraense Hist. Nat. Ethnogr.) fue una revista ilustrada con descripciones botánicas que fue editada en Belem. Se publicaron los volúmenes nº 1 al 3 en los años 1894-1902. Fue  reemplazada por Boletim do Museo Goeldi de Historia Natural e Ethnographia.